# Crkva Svetog Vida u Segetu Gornjem
Crkva Svetog Vida u Segetu Gornjem je srednjovekovna crkva najverovatnije izgrađena u 11. veku na ostacima (ruševinama) rimskog imanja u Segetu Gornjem u okolini Trogira u Republici Hrvatskoj.

## Položaj
Crkva  Svetog Vida nalazi se u danas gotovo potpuno napuštenom zaseoku Baradići u Segetu Gornjem, na uzvišenju iznad Maloga trogirskog polja, potpuno okružena starim grobljem.
Crkva je izgrađena uz trasu rimskoga puta Trogir — Skradin (лат. Tragurium-Scardona), a mnogobrojni rimski ostaci u okruženju crkve svedoče da je to bila veća rimska aglomeracija. Naseljavanje ovog potručja je verojatno bilo izraženije nakon otvranja kamenolomoma na susednom brdu Sveti Ilija, u kome se u starom veku vadio poznati trogirski mermer o kome je pisao i Plinije. Kamenolom je i danas aktivan, ali je sa morske strane teško uočljiv.

## Titular crkve
Crkva je posvećena omiljenom srednjovekovnom svecu (Svetom Vidu koji je živeo u 4. veku, a prema legendi je mučen pred carem Dioklecijanom), ali mu se kult i na hriščanskom Zapadu i Istoku počeo širiti vrlo rano jer mu je prva crkva posvećena u Rimu u 5. veku. 

## Istorija
Prema ostacima antičke turnjačice i navodima istoričara Pavla Andreisa, crkva je izgrađena na ruševinama antičkog
imanja. Gradnja crkve na rimskim ostatcima (crkvištu) može upućivati i na starije poreklo ovog kultnog mesta. Uz južni zid crkve vidljivi su ostatci nekih ranijih dogradnji.
Okolina crkve, koja je u novije vreme obnovljena, danas je kao arheološki lokalitet dobro uređena. Takođe iz nje su uklonjeni stećci i gomila kamenja s ulomcima keramike i opeka, koji su na ovom lokalitetu više decenija stajali razbacani.

## Arhitektura
Crkva je malih dimenzija, a po izgledu uklapa se u stil ranoromanijskih crkava i verovatno potiče s kraja 11. veka. Crkva, koja je istaknute kamenestruktura zidova, izvorno je verovatno bila omalterisana.
Zidovi crkve su nerašćlanjeni, a jedino su vrata na pročelju ukrašena natkrivenim i zaobljenim kamenimn dovratnikom, i apsidom sa zaobljenom nišom. Na nadvratniku su uklesana tri simetrično postavljena rustična krsta.
Krov i četvrtasta apsida crkve natkriveni su kamenim ploćama, a bačvasti svod verovatno je uništen u kasnijim adaptacijama crkve.
Zvonik crkve na preslicu i verovatno je pridodat u kasnijim adaptacijama crkve, baš kao i mali četvrtasti prozori u prostoru apsida na bočnim zidovima.

## Literatura
- Milošević, A.: Nove akvizicije Muzeja hrvatskih arheoloških spomenika od 1995. do 2000. godine, Starohrvatska prosvjeta III. (2002.), 27., str. 311-332